# Bool (Band)
Bool (Eigenschreibweise BOOL) ist eine deutsche Rockband, die in Dinslaken ihren Ursprung hat aber in Duisburg ansässig ist. Die Gruppe erlangte nach ihrer Gründung 2007 durch ihren Werbesong für die US-Konzernen HP, Intel und Microsoft erstmals nationale Aufmerksamkeit.

## Bandgeschichte

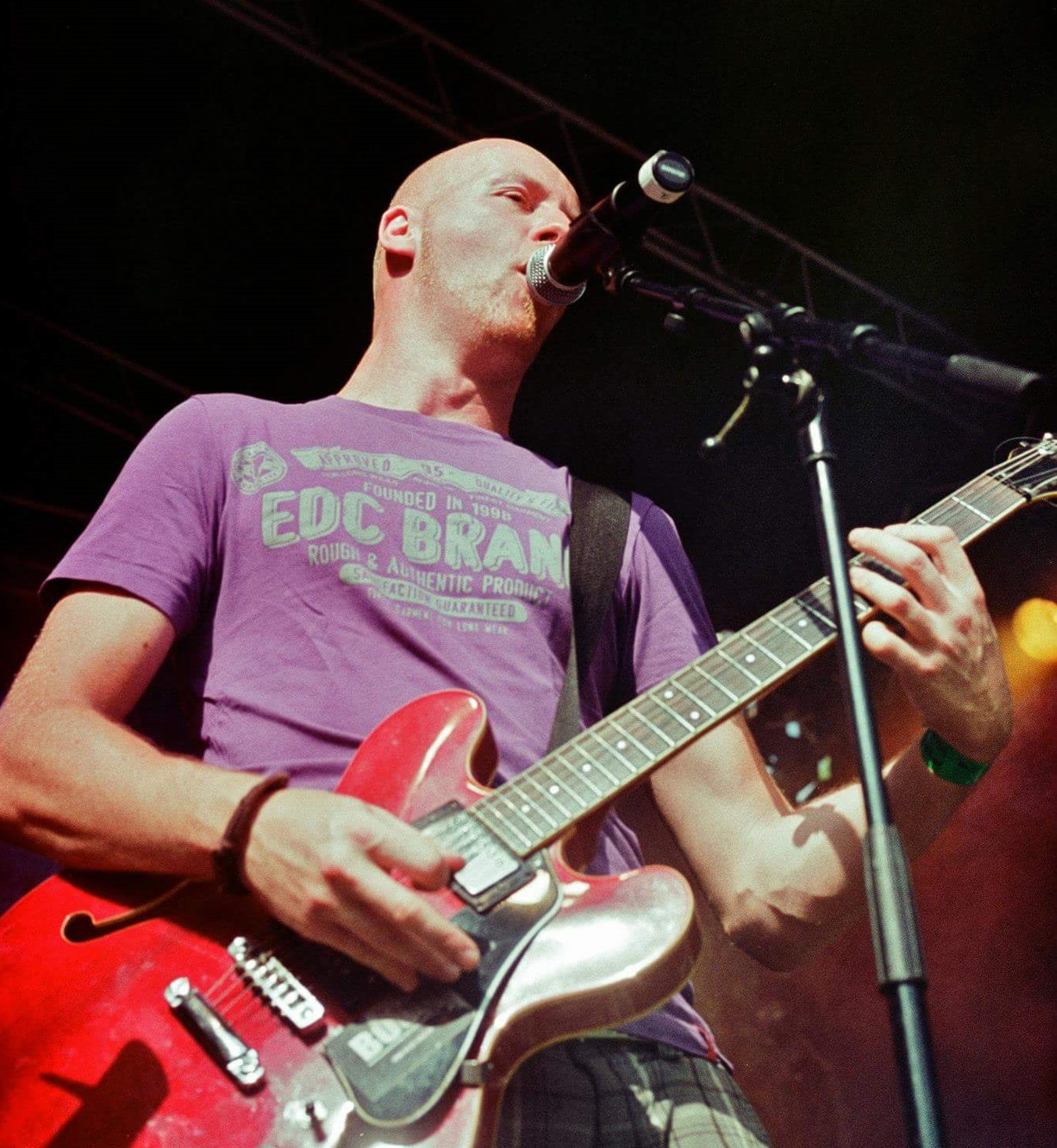
Didi 2010

2007 lernten sich Sänger und Gitarrist Karsten Dittberner und Schlagzeuger Jens Geilert bei der Arbeit kennen. Rasch traf man sich um gemeinsam Lieder zu schreiben und durch Andreas Galwas am Bass wurde der Kreis fürs erste geschlossen.
Noch im gleichen Jahr erschienen ihre erste Drei-Song-EP No Return. Im Januar 2008 trat die Gruppe das erste Mal offiziell auf und gab ihre ersten Konzerte in den umliegenden Szeneclubs und spielten im Vorprogramm der „Rock mich am Arsch“–Deutschlandtour der Band Debbie Rockt, die sie auf ihre Tour einlud.
Die US-Konzerne HP, Intel und Microsoft wurden auf ihren Song You and Me aufmerksam und verwendeten ihn als Werbesong für eine bundesweite Marketingkampagne. Das verhalf der jungen Band mit einem Schlag zu einem größeren Hörerkreis. Im Laufe des Jahres veröffentlichten sie ihre zweite EP Gift Pack in limitierter Auflage.
Anfang 2009 kündigte die Band an, noch im selben Jahr ein neues Studioalbum aufnehmen zu wollen. Im September 2009 gab die Band auf ihrer Homepage bekannt, dass ihr drittes Album My Spirit heißt und am 5. Februar 2010 erscheinen sollte. Produziert wurde im Absurd Studio Hamburg beim Produzenten Thomas Schröder.
Die erste Single des neuen Albums The Spirit & Me & My Special Guitar, wurde bereits samt Musikvideo veröffentlicht.
Die jahrelange Freundschaft zwischen Schlagzeuger Geilert und dem Schauspieler Armin Krug (Balko) ermöglichte der Band, Armin Krug für eine Rolle im Musikvideo The Spirit & Me & My Special Guitar zu engagieren. Im Februar 2010 wurde die Single beim TV-Musiksender iM1 auf Rotation aufgenommen und verhalf der Band zu einer weiteren Bekanntheitssteigerung.

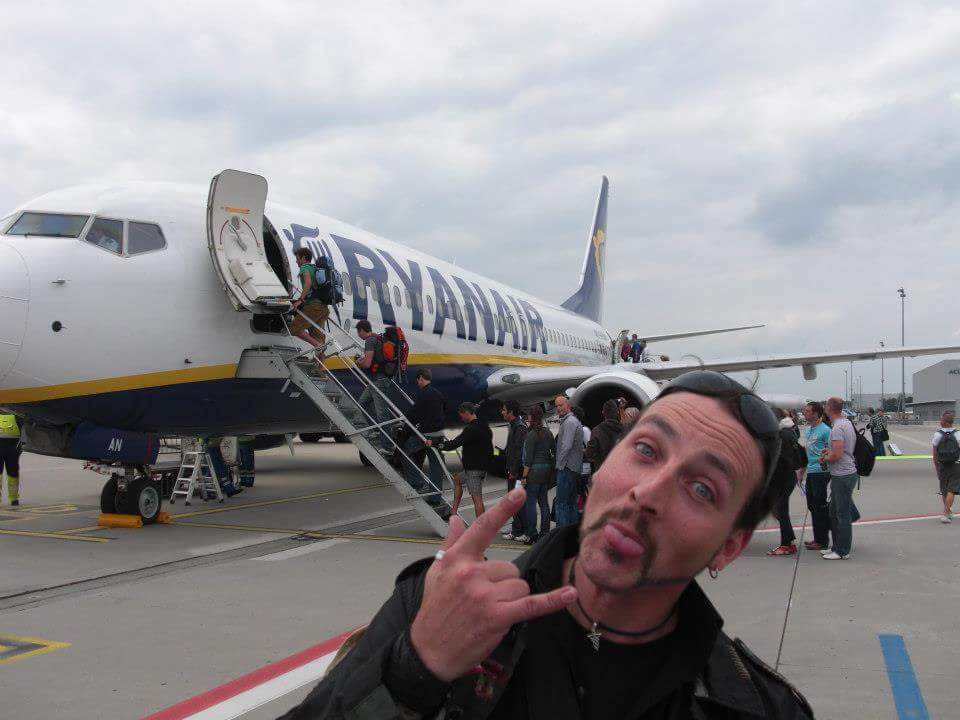
Jeg beim Tourstart 2010

Im Mai/Juni 2010 war die Band mit ihrer „Durst Unplugged Tour“ unterwegs und begab sich direkt im Anschluss auf ihre Ibiza-Tour. Zu diesem Zeitpunkt war die Band sehr viel auf Reisen und spielten unter anderem mit Dellé (Seeed), Monsters of Liedermaching, Livingston  und Kissin’ Dynamite zusammen.
2014 folgten sie der Einladung, beim 20-jährigen Bestehen der Band In Extremo auf der Freilichtbühne Loreley mit einem abermaligen Festival unter dem Namen „20 Wahre Jahre“ mitzuwirken. Die Musiker lernten den Musikproduzenten Jon Caffery kennen, der jahrelang für die Die Toten Hosen produzierte.
Im Dezember 2015 begann die Vorproduktion des neuen Albums. Anfang 2016 gingen die Musiker mit Jon Caffery bis weit ins Jahr hinein in das Maarwegstudio2 (ehemalige EMI Studios) in Köln beim Betreiber und Musikproduzenten Wolfgang „Stackman“ Stach. Ende August 2016 waren die letzten Arbeiten für das neue Album Fly With Me abgeschlossen. Im Mai 2017 unterzeichnete Bool einen Vertrag mit Boersma-Records und veröffentlichten am 25. August 2017 das Album Fly With Me.
Am 30. September präsentierten Bool ihr neues Album im Don´t Panic (Essen) zusammen mit Preacher, Klaus Vanscheidt und Michael Bormann beim „Kult on Tour“.

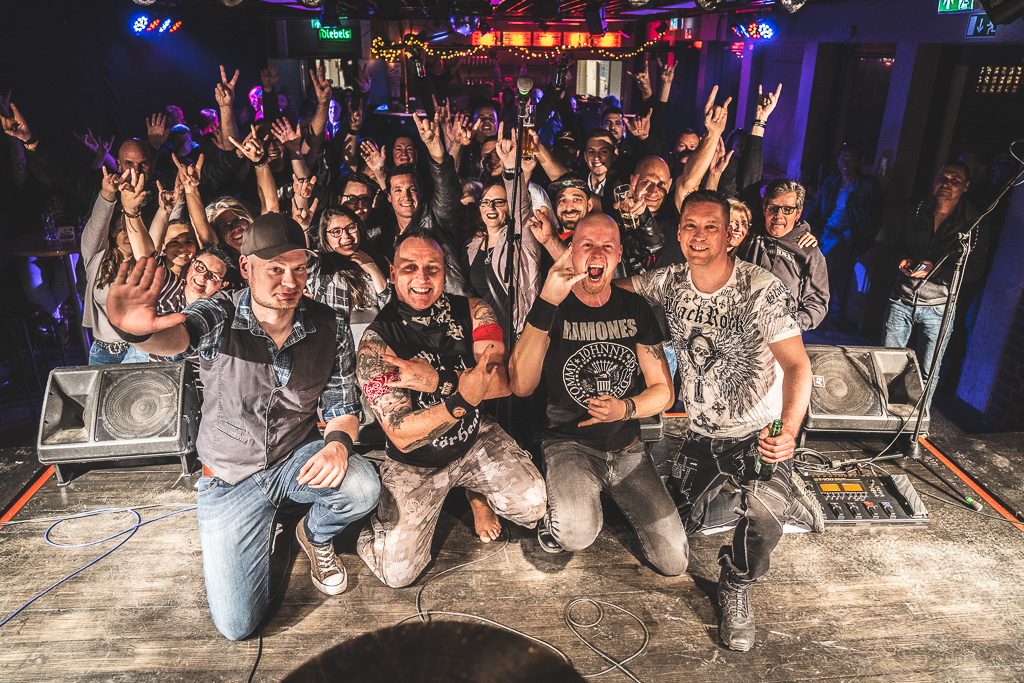
Bool mit Fans

Am 9. Dezember 2017 wurden die Musiker bei der Preisverleihung des 35. Deutschen Rock und Pop Preises in drei Kategorien nominiert. Sie erhielten Gold in der Kategorie „Bestes Rock Album 2017“ und „Bestes Hard Rock Album 2017“.
Im Februar 2019 wurde Bool mit dem Innocent Award (Publikumspreis) als – Best Young Talent 2018 – ausgezeichnet.

## Besetzung

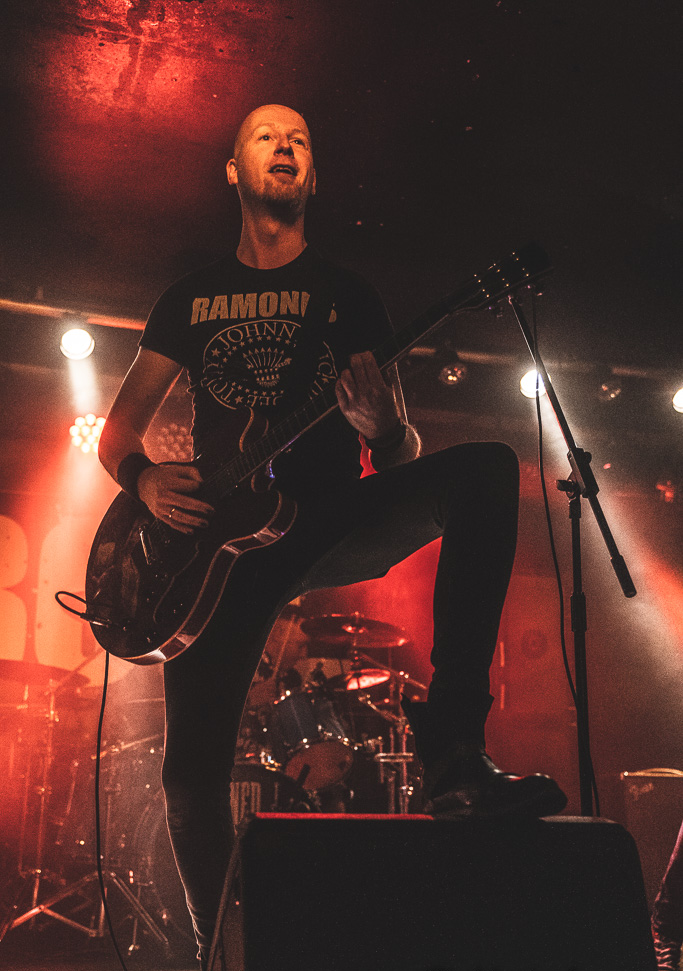
Didi
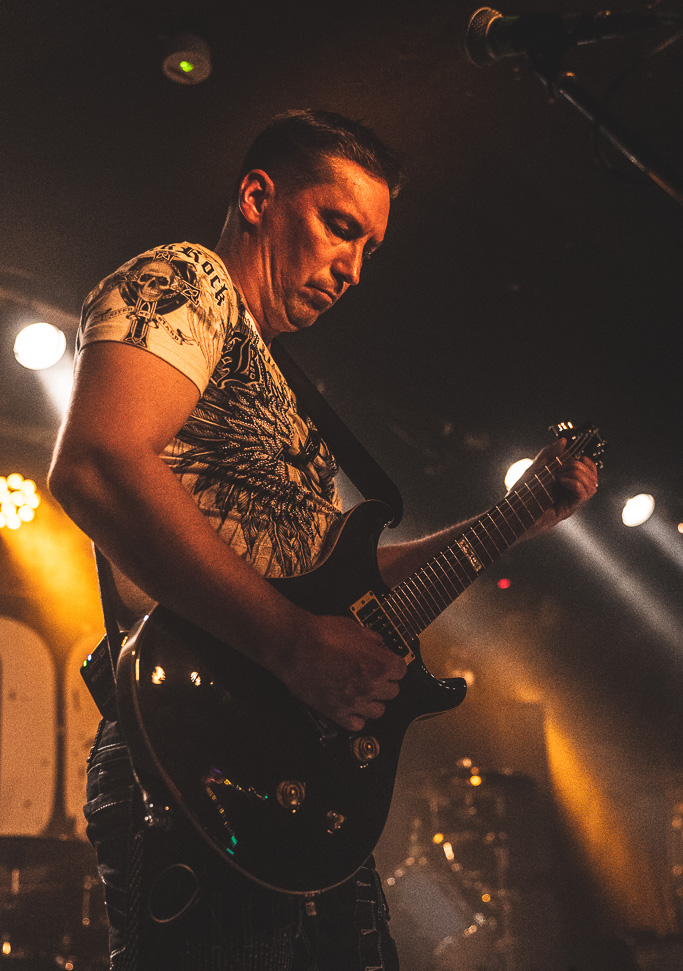
Uwe
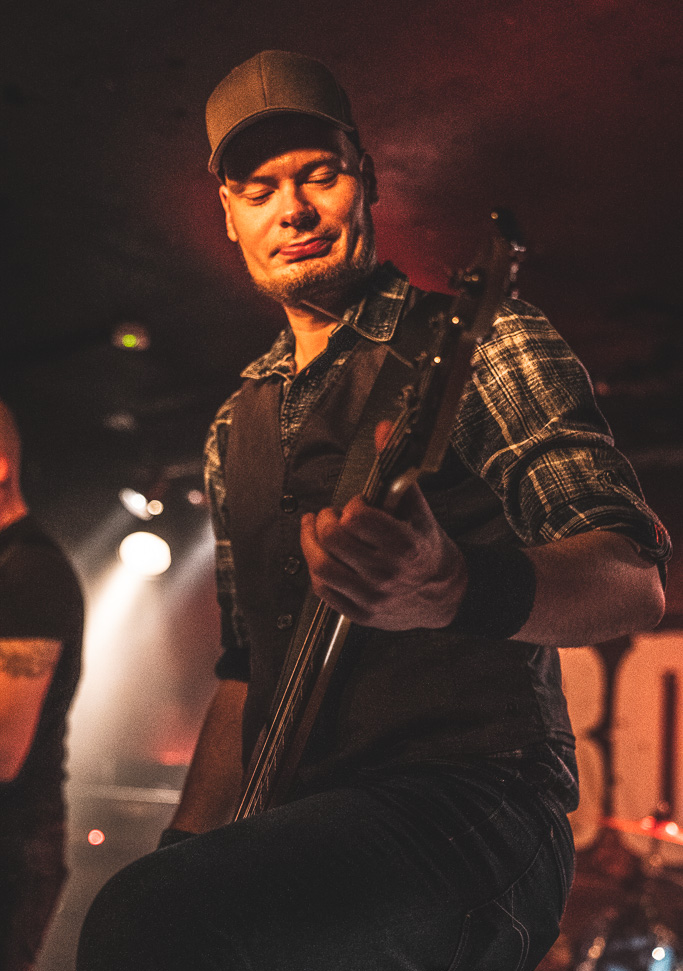
Marc
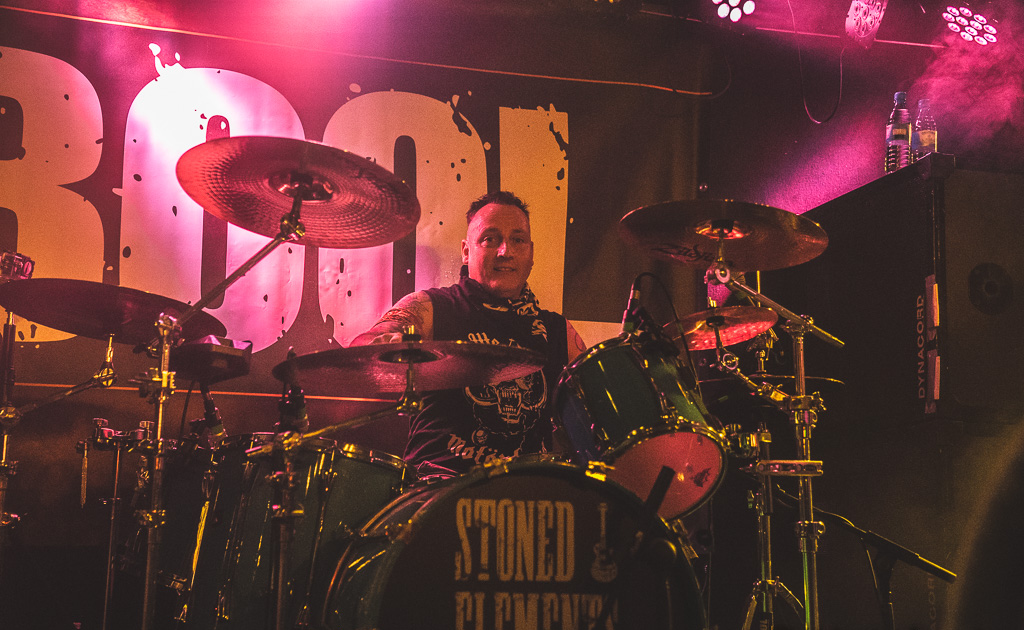
Jeg

## Stil
Häufig wird der musikalische Stil von Bool als Grunge bezeichnet. Trotz verschiedener Grunge-Elemente besitzen gerade spätere Titel und Einflüsse der Band hohe Anteile aus dem Rock, Alternative Rock und dem Hard Rock.

## Diskografie

### Studioalben
| Jahr | Titel       | Anmerkungen                           |
| ---- | ----------- | ------------------------------------- |
| 2017 | Fly With Me | Erstveröffentlichung: 25. August 2017 |

### EPs
| Jahr | Titel     | Anmerkungen                            |
| ---- | --------- | -------------------------------------- |
| 2007 | No Return | Erstveröffentlichung: 7. Dezember 2007 |
| 2008 | Gift Pack | Erstveröffentlichung: 13. Juni 2008    |
| 2010 | My Spirit | Erstveröffentlichung: 5. Februar 2010  |

### Musikvideos
| Jahr | Titel                               | Regisseur(e)                        |
| ---- | ----------------------------------- | ----------------------------------- |
| 2010 | The Spirit & Me & My Special Guitar | Michael Belta                       |
| 2017 | Here We Are                         | „Kalle“ Marcus Arnoldy, Tommy Kalla |
| 2017 | Soul Train                          | „Kalle“ Marcus Arnoldy              |
| 2018 | Same Mistake                        |                                     |

## Auszeichnungen
Deutscher Rock & Pop Preis
- 2017: Gewinner in der Kategorie Bestes Rockalbum (Fly With Me)
- 2017: Gewinner in der Kategorie Bestes Hardrock Album (Fly With Me)

Innocent Award (Publikumspreis)
- 2019: Gewinner in der Kategorie Best Young Talent 2018